# Alishan
Alishan (chinesisch 阿里山鄉, Pinyin Ālǐshān Xiāng) ist eine Landgemeinde (鄉, Xiang) im Landkreis Chiayi der Republik China auf Taiwan. Alishan genießt auch außerhalb Taiwans einen großen Bekanntheitsgrad als Tourismusziel.

## Namensgebung und Geschichte
Die Herkunft des Namens ‚Alishan‘ ist unklar. Ursprünglich war die Region vom taiwanisch-indigenen Volk der Tsou besiedelt. Jedoch war das Gebiet während der Zeit der Zugehörigkeit Taiwans zum Kaiserreich China (ab Ende des 17. Jahrhunderts) wie das gesamte Inselinnere Taiwans nie wirklich unter Kontrolle der chinesischen Behörden. Nachdem die Region zur Zeit der japanischen Herrschaft über Taiwan (1895–1945) zunehmend administrativ durchdrungen wurde, wurde sie der Präfektur Tainan zugeordnet. Als die Insel Taiwan 1945 unter die Kontrolle der nationalchinesischen Regierung gelangte, wurde die vormalig japanische Präfektur in die drei Landkreise Tainan, Yunlin und Chiayi aufgeteilt und Alishan kam zu letzterem. Die Gemeinde erhielt den Namen Wufong (吳鳳). Der Name sollte an den chinesischen Händler Wu Feng zur Zeit der Qing-Dynastie im 18. Jahrhundert erinnern, der der Legende nach die Tsou davon überzeugt hatte, ihre bisher geübte Praxis der Kopfjagd aufzugeben, und dafür sein eigenes Leben geopfert hatte. Als die volle Demokratisierung des politischen Lebens in Taiwan ab Ende der 1980er Jahre einsetzte, geriet die Legende um Wu Feng vielfach in Misskredit. Das Schicksal Wu Fengs war zuvor als Beispiel für die „Zivilisierung der taiwanischen Wilden“ durch die überlegene Han-chinesische Hochkultur vom Festland dargestellt worden. Die indigenen Völker protestierten gegen die vermeintliche kulturelle Arroganz, die hierin zum Ausdruck kam. Taiwanische Demokratie-Aktivisten sahen die Legende instrumentalisiert zur Rechtfertigung der Herrschaft der von chinesischen Festland stammenden Kuomintang über die Bewohner Taiwans. Zahlreiche öffentliche Einrichtungen, die nach Wu Feng benannt worden waren, erhielten neue Namen, darunter auch Alishan, das am 1. März 1990 seinen heutigen Namen bekam.

## Geographische Verhältnisse
Die Gemeinde Alishan ist flächenmäßig die größte Gemeinde im Landkreis Chiayi, dabei aber die am dünnsten besiedelte, und liegt an der Ostgrenze des Kreises. Westlich grenzen die vier Landgemeinden Dapu (大埔), Fanlu (番路), Zhuqi (竹崎) und Meishan (梅山) an. Ebenfalls westlich hat die Gemeinde eine kurze Grenze zur Landgemeinde Gukeng (古坑) im Landkreis Yunlin, sowie nördlich zu den Gemeinden Zhushan (竹山) und Xinyi (信義) im Landkreis Nantou. Östlich wird Alishan durch die (sehr ländlich geprägten) Stadtbezirke Tauyuan und Namaxia von Kaohsiung begrenzt.
Alishan ist außerordentlich gebirgig und die Höhe über dem Meeresspiegel variiert zwischen 360 und 3952 Metern. Der überwiegende Teil der Gemeinde wird vom Alishan-Gebirge eingenommen, einem langgestreckten Gebirgszug, der sich in Nord-Süd-Richtung zwischen den Gemeinden Jiji im Landkreis Nantou und dem Stadtbezirk Jiaxian von Kaohsiung erstreckt. Ganz im Osten hat Alishan noch einen kleinen Anteil am Yushan-Gebirge. Und im östlichsten Zipfel, auf der Grenze zu den beiden Landkreisen Nantou und zur Stadt Kaohsiung liegt der Yushan, der mit 3952 Metern höchste Berggipfel der Insel Taiwan.
Im Gebirge entspringen auch die größeren Flüsse Alishans, Cengwun, Bajhang und Alishan (Cingshuei).
Aufgrund der großen Höhenunterschiede weist Alishan eine sehr unterschiedliche Vegetation auf. In den Ebenen finden sich subtropische Wälder, gefolgt von immergrünem Gebüschlaubwald in niedrigen Höhen. In den Bergregionen schließen sich Eichenwälder mit Steinfruchteichen (Lithocarpus) und Lorbeergewächsen (Litsea), und danach Nadelwälder aus Tannen und Borsten-Fichten an. In den höchsten Regionen findet sich eine alpine Vegetation mit Zypressen und Azaleen im Jhongshan-Tal und anderen Gebieten.

## Klima
In Alishan befindet sich eine Wetterstation des taiwanischen Wetteramts in einer Höhe von 2413 Metern ().
|                        | Jan  | Feb   | Mär   | Apr   | Mai   | Jun   | Jul   | Aug   | Sep   | Okt   | Nov  | Dez  |   |         |
| Mittl. Temperatur (°C) | 6,2  | 7,2   | 9,3   | 11,4  | 12,9  | 14,2  | 14,6  | 14,4  | 13,7  | 12,3  | 10,3 | 7,3  | ⌀ | 11,2    |
| Mittl. Tagesmax. (°C)  | 11   | 11,7  | 13,8  | 15,7  | 16,9  | 18,1  | 19,1  | 18,7  | 18,3  | 17,5  | 15,5 | 12,4 | ⌀ | 15,7    |
| Mittl. Tagesmin. (°C)  | 2,5  | 3,7   | 5,8   | 8,2   | 9,7   | 11,3  | 11,2  | 11,4  | 10,6  | 8,8   | 6,6  | 3,5  | ⌀ | 7,8     |
|                        |      |       |       |       |       |       |       |       |       |       |      |      |   |         |
| Niederschlag (mm)      | 71,7 | 137,3 | 166,5 | 254,2 | 493,6 | 649,6 | 668,3 | 809,3 | 432,9 | 146,7 | 46,3 | 55,9 | Σ | 3.932,3 |
|                        |      |       |       |       |       |       |       |       |       |       |      |      |   |         |
| Sonnenstunden (h/d)    | 5,1  | 4,5   | 4,6   | 4,1   | 3,5   | 3,5   | 4,1   | 3,5   | 3,5   | 4,6   | 5,2  | 5,3  | ⌀ | 4,3     |
|                        |      |       |       |       |       |       |       |       |       |       |      |      |   |         |
| Regentage (d)          | 7,6  | 8,5   | 10,6  | 13,3  | 18,4  | 20    | 20,3  | 22    | 17,9  | 9,7   | 5,7  | 6,2  | Σ | 160,2   |

| 2,5 |

| 3,7 |

| 5,8 |

| 8,2 |

| 9,7 |

| 11,3 |

| 11,2 |

| 11,4 |

| 10,6 |

| 8,8 |

| 6,6 |

| 3,5 |

| 2,5 |

| 3,7 |

| 5,8 |

| 8,2 |

| 9,7 |

| 11,3 |

| 11,2 |

| 11,4 |

| 10,6 |

| 8,8 |

| 6,6 |

| 3,5 |

## Bevölkerung und Religionen
Die Bevölkerung besteht überwiegend aus Angehörigen des Volks der Tsou sowie aus Han-Chinesen. Im Dorf Chashan leben auch Angehörige des Volks der Bunun. Die Tsou haben größtenteils ihre alten religiösen Traditionen aufgegeben und gehören heute überwiegend christlichen Denominationen an (Katholiken, Presbyterianer und andere Protestanten).

## Verwaltungsgliederung
| Gliederung von Alishan |
|                        |

Alishan ist in 12 Dörfer (村,  Cūn) gegliedert:
- Shanmei (山美村)
- Sinmei (新美村)
- Chashan (茶山村)
- Laiji (來吉村)
- Fongshan (豐山村)
- Leye (樂野村)
- Dabang (達邦村)
- Lijia (里佳村)
- Shihzih (十字村)
- Jhongjheng (中正村)
- Jhongshan (中山村)
- Sianglin (香林村)

## Landwirtschaft
In frühere Zeit wurden als hauptsächliche landwirtschaftliche Produkte Zedernholz (der heute stark gefährdeten endemischen taiwanischen Weihrauchzeder Calocedrus formosana) und Bambus produziert. Später kamen Pilze, Pflaumen, Tee, Meerrettich, Feigen, Kaki und andere Produkte hinzu. In neuerer Zeit haben vermehrt spezielle Agrarprodukte, wie Ashitaba (Angelica keiskei), sowie Produkte der Florikultur (Orchideen, Lilien) an Bedeutung gewonnen.

## Tourismus
Alishan ist aufgrund seiner Natursehenswürdigkeiten ein wichtiges Touristenziel. Die Alishan-Waldbahn, die zur Zeit der japanischen Herrschaft zum Abtransport vor allem von Holz gebaut wurde, wird von Eisenbahnenthusiasten aus aller Welt besucht. Die Bahn fährt in teilweise sehr engen Kurven von weniger als 100 Metern Radius direkt durch den Wald und durch komplizierte Tunnelsysteme. Es handelt sich um die dritthöchste Eisenbahn der Welt. Als Berühmtheit gelten auch die Sonnenaufgänge über dem Alishan-Gebirge und sehenswert sind auch die Ausblicke von den Gipfeln über das Nebelmeer, in das die Bergwälder des Alishan-Gebirges häufig gehüllt sind.

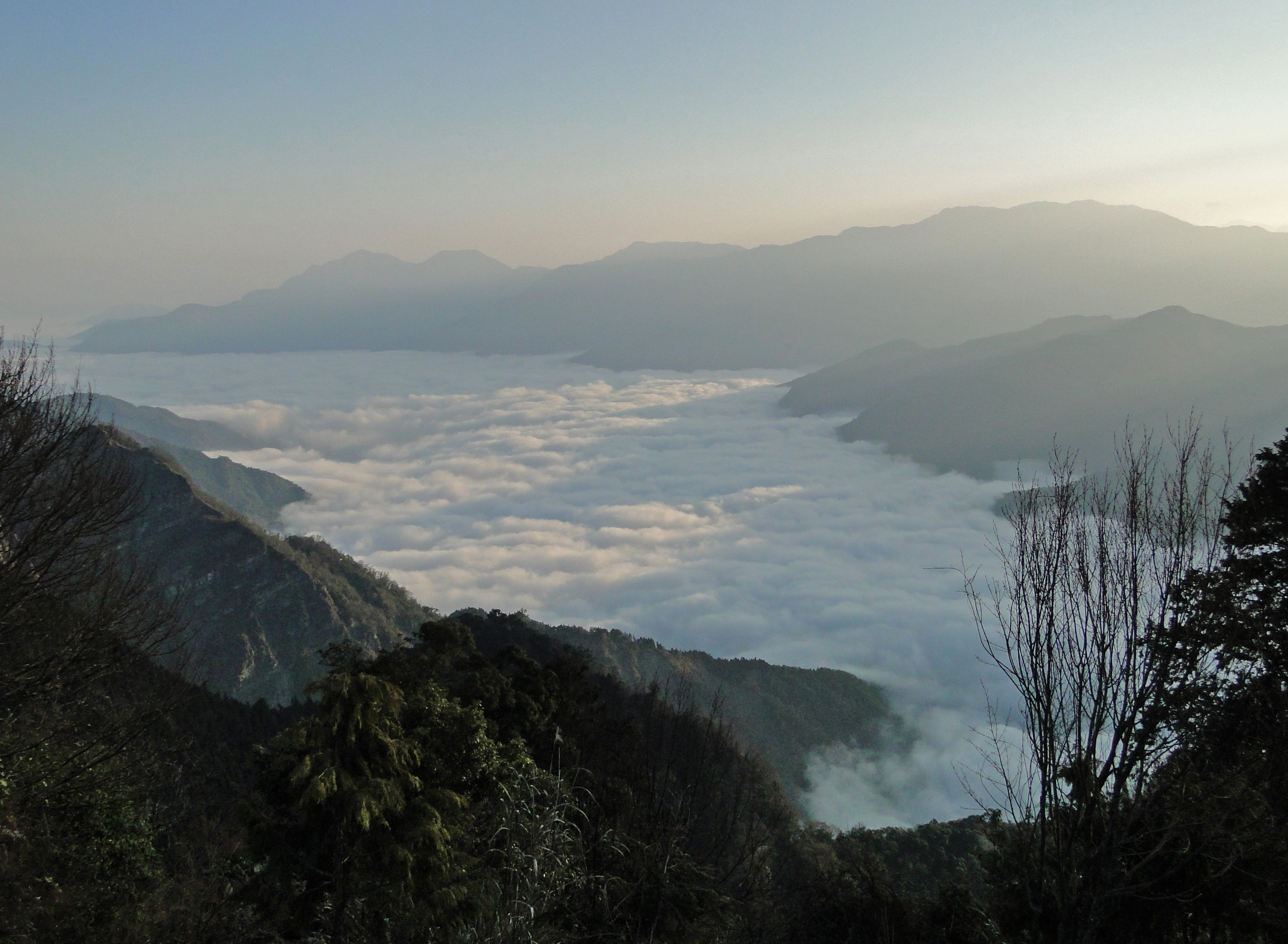
Blick auf das „Nebelmeer“
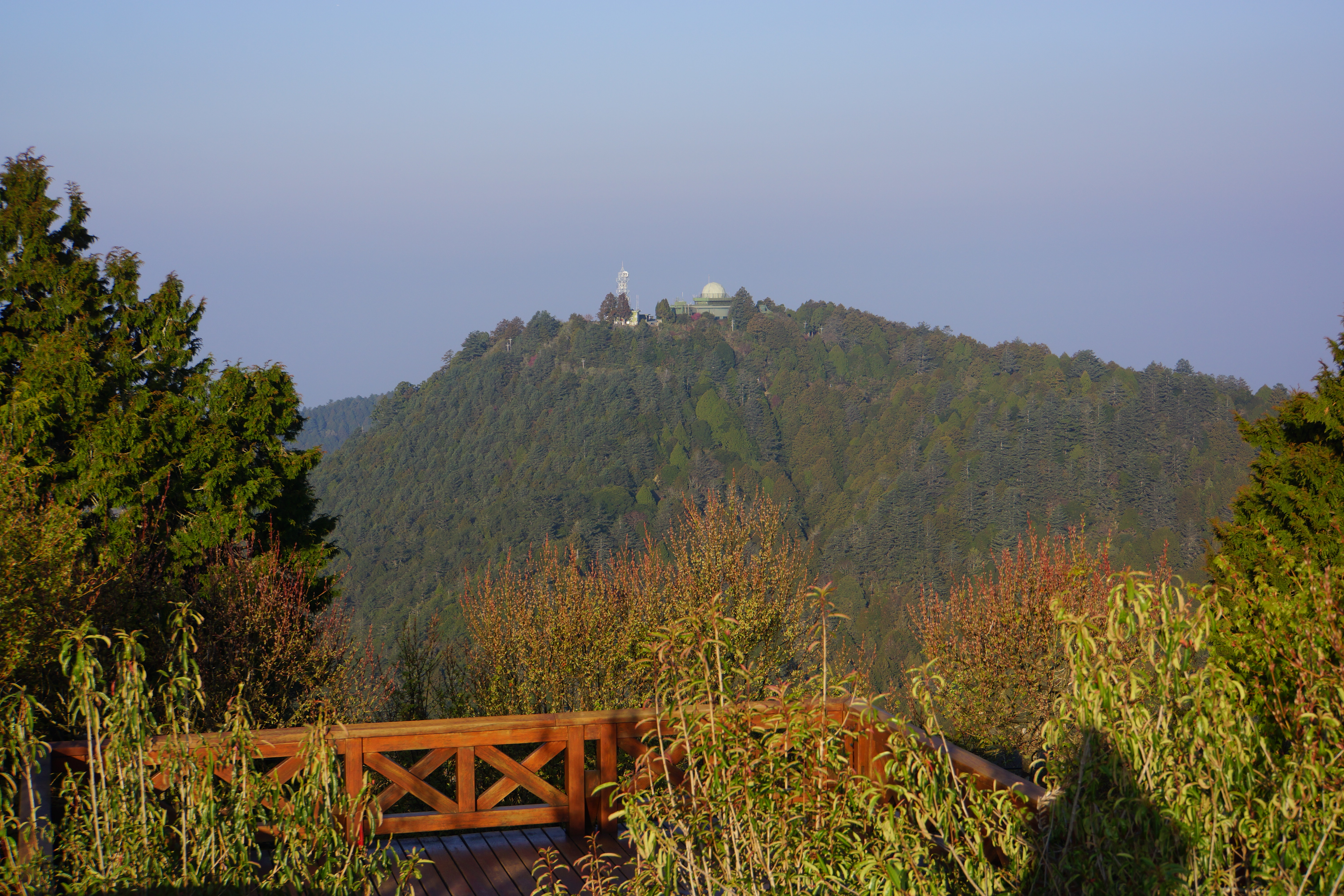
Blick auf die Wetterstation
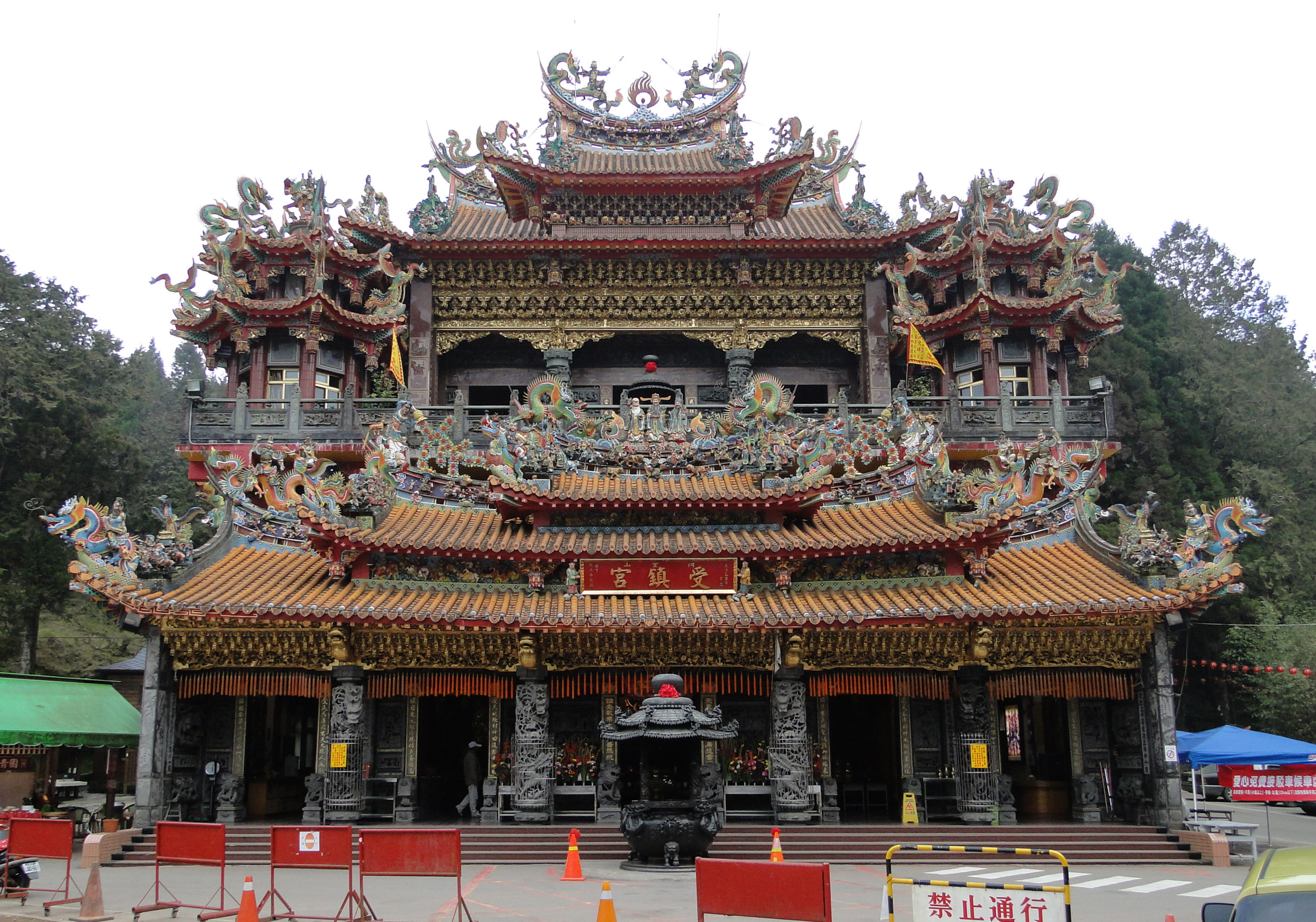
Taoistischer Tempel in Sianglin (香林)
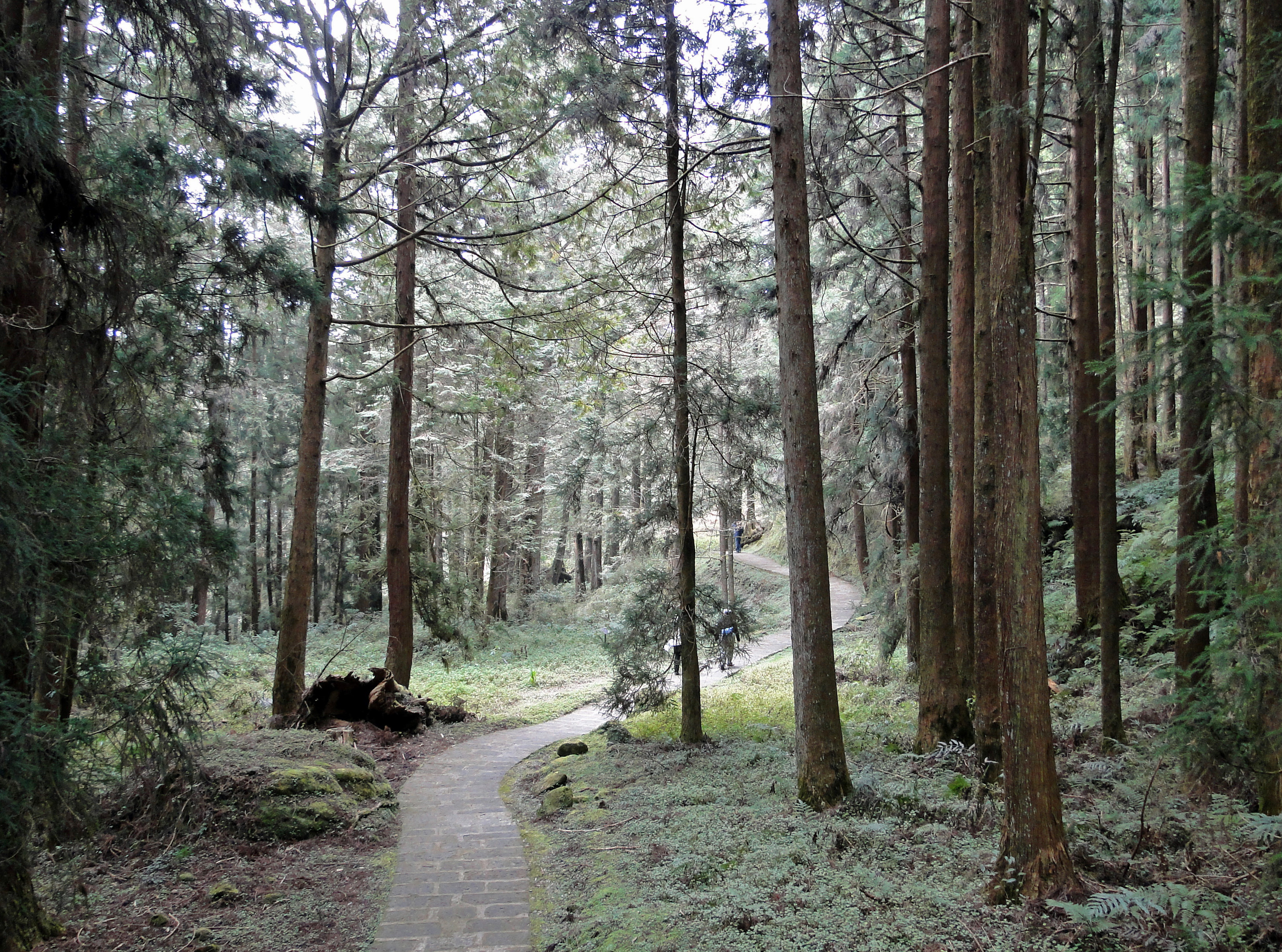
Waldweg

## Söhne und Töchter
- Norbert Pu (* 1958), römisch-katholischer Geistlicher, Bischof von Chiayi